# 迈克尔·罗斯巴什
迈克尔·莫里斯·罗斯巴什（英語：Michael Morris Rosbash，1944年3月7日—），美国遗传学家，布兰戴斯大学教授和霍华德·休斯医学研究所研究员。1984年他和杰弗里·霍尔的研究小组克隆了果蝇的周期基因，1990年提出了生物钟的转录翻译负反馈回路的概念。 1998年，他们在果蝇中发现了周期基因、时钟基因。2003年当选为美国国家科学院院士。2013年获得邵逸夫生命科学及医学奖。2017年與霍爾及同屬美國籍的迈克尔·扬共同獲得諾貝爾生理學或醫學獎。

## 生平
罗斯巴什生於密蘇里州堪薩斯城，父母在1938年因納粹德國成為猶太難民，父親是猶太教宗教集會的領唱者，罗斯巴什在他兩歲時，全家移居波士頓。
罗斯巴什在大學裡對數學很感興趣，並在夏天於諾曼·戴維森（Norman Davidson）的實驗室工作，促使他轉向生物研究。1965年畢業於加州理工學院化學系，在巴黎物化生物學研究所（Institut de biologie physico-chimique；IBPC）以傅爾布萊特計畫（The Fulbright Program）的獎學金研讀一年，在1970年獲得麻省理工學院生物物理學博士學位。在蘇格蘭愛丁堡大學於基因學領域做博士後研究，並在1974年成為布蘭迪斯大學教員。